# 威廉·格里格斯
威廉·格里格斯（英語：William Griggs，17世纪—1698年）是17世紀美國麻薩諸塞州塞勒姆村的醫生，他因在塞勒姆審巫案期間替村民診斷出「著魔」症狀而知名。在審巫案期間，其年齡大約為七十歲後半。他負責診斷最初出現奇怪症狀的兩名女孩，貝蒂·帕里斯和艾比蓋兒·威廉斯，並暗示出現在兩人身上的症狀並非疾病，而是巫術。他也是最早注意到出現奇怪症狀的患者都是小孩的人，這使其他村民開始相信整起事件確實是由巫術所引起的。
格里格斯原先住在里維爾和波士頓，他的醫學技術很可能是自學得來的。他在1657年娶了第二任太太瑞秋·哈伯德（Rachel Hubbard）。他還雇用了後來成為審巫案原告之一的伊莉莎白·哈伯德作為他們家的僕人，瑞秋是伊莉莎白的姑婆，威廉則是她的姑丈公，伊莉莎白由於父母雙亡，因此搬來和姑婆住在一起，並為兩人工作。根據當地人所言，格里格斯和伊莉莎白比起養父母和養女，更接近是雇主和傭人間的關係。之後格里格斯在1690年搬到了塞勒姆村，在事件發生時，他是塞勒姆村及周邊村落中唯一的醫生。
在塞勒姆審巫案當中，格里格斯負責診斷受指控者的「女巫成份」有多高，並將這些受指控者交付法庭受審，通常他們都會被判為有罪。格里格斯宣稱那些出現症狀的女孩們受到了「邪惡之手」（Evil hand）的影響，他所謂的邪惡最有可能是指魔鬼。

## 外部連結
- https://salemwitchtrialsresearch.wordpress.com/2015/01/16/doctor-who-griggs-and-the-witch-trials/ （页面存档备份，存于）